# Ancistrocerus terayamai
Ancistrocerus terayamai är en stekelart som beskrevs av Sk. Yamane 1993. Ancistrocerus terayamai ingår i släktet murargetingar, och familjen Eumenidae. Inga underarter finns listade i Catalogue of Life.